# Jubileerboken
Jubileerboken (heb. ספר היובלים), även kallad Lilla Genesis (grek. Leptogenesis), är en senjudisk skrift från andra århundradet före Kristus, som av de flesta kristna och judar räknar som icke-kanonisk. Två undantag är den Etiopisk-ortodoxa kyrkan och Qumranförsamlingen.
Jubileerboken har sitt namn av att den sysslar mycket med kalenderfrågor, som om frågan jubelår, som vart femtionde år skulle hållas, då allt skulle vila. Ordet jubelår, av vilket Jubileerboken har sitt namn, har inget med ”jubel” att göra. Ordet kommer via latin och tyska in i svenska språket. Ursprunget är det hebreiska shofar jobel, ”vädurshornstöt”. Med en sådan tillkännagavs jubelåret. Seden att stöta i vädurshorn lever kvar vid firandet än idag av det judiska nyåret.
Boken är ett återberättande av urberättelsen och patriarktidens berättelser i syfte att lösa vissa exegetiska och teologiska problem. Denna typ av bearbetningar eller kommentarer finns även inom ramen för de fem Moseböckerna. Den så kallade Deutronomistiska lagen är en kommentar till 2 Mos 20-23. Seden att återberätta och kommentera fortsatte sedan i den rabbinska traditionen. Till skillnad från återberättandet under den rabbinska tiden är Jubileerbokens författare inte namngiven.
Ett exempel på Jubileerbokens sätt att resonera utgör berättelsen om Mose på berget Sinai. Förutom stentavlorna sägs Mose få muntlig information (muntlig Torah) om hur Torah - lagen skall tolkas. Det är denna extra information som Jubileerboken meddelar. På det sättet kunde det hävdas att Jubileerbokens tolkning av den då redan i viss mening kanoniska Pentateuken (de 5 Moseböckerna) var den rätta. Det sätt på vilket Jubileerboken tolkade historien var den riktiga uttolkningen. Det var kommentaren (den muntliga Torah) som behövdes för att tolka historien rätt.
Ett annat exempel är Juda och hans samröre med Tamar i 1 Mos 38. Enligt den bibliska versionen kan man få intryck av att det är lagligt att ha sexuellt umgäng med sin svärdotter. Jub 41:2-5 visar hur man löser detta problem i Jubileerboken: ingen av Judas söner fullbordade sina äktenskap. Det står bara att äldste sonen Er fick Tamar som hustru och att yngste sonen Onan spillde sin sperma på marken.
Mellan år 1947 och 1956 påträffades omkring 15 skriftrullar med Jubileerboken i fem grottor vid Qumran, alla skrivna på hebreiska. Denna stora mängd manuskript (fler än för några andra bibliska böcker, utom Psaltaren, Femte Moseboken, Jesaja, Andra Moseboken och Första Moseboken, i fallande ordning) indikerar att Jubileerboken ofta användes inom Qumranförsamlingen.
Jubileerbokens författare är främst inriktad på lagfrågor. Vid återberättandet är det framför allt frågan om vilka slutsatser beträffande lagregler, föreskrifter eller andra förordningar som man kan dra av berättelserna i Moseböckerna, som står i fokus. När det gäller kalenderfrågor sammanfaller här Jubileerbokens intresse för detta med Qumranförsamlingens intresse för samma frågor. Boken förespråkar till exempel en solkalender i stället för månkalendern.
Ett annat exempel för hur Jubileerboken resonerar är att enligt författaren av Jubileerboken är hebreiska det språk som ursprungligen talades av alla varelser, djur och människor, och som även är det språk som talas i himlen. Efter förstörelsen av Babels torn glömdes språket bort, tills det att Abraham lärde sig det av änglar. Enok var den första som undervisades av änglar i konsten att skriva och skrev därför ner alla hemligheterna inom astronomi, kronologi och världens epoker. Med detta vill boken ha sagt att även om hebreiskan vid bokens tillkomst inte talades längre var det viktigt att läsa boken på hebreiska och inte översätta den till det då talade språket.
Jubileerboken berättar om hur Gud skapade änglarna på Skapelsens första dag och historien om hur en grupp fallna änglar parade sig med dödliga kvinnor och gav upphov till en ras jättar, kallade nefilim. Denna berättelse är en del i en teologisk utläggning som syftar till lösa ett teologiskt problem och skall ses i ett sådant sammanhang. Författaren använder sig här av ett mytologiskt material, flitigt använt vid bokens tillkomsttid. Även i Nya Testamentet (Judas brev) nämns detta, men med en annan tillämpning. Det mytologiska material används också till exempel i Etiopiska Henoksboken, som är en annan senjudisk skrift.